# Kolvenderbach
Der Kolvenderbach ist ein etwa 8,7 km langer rechter und nördlicher Zufluss der Our in Belgien.

## Verlauf

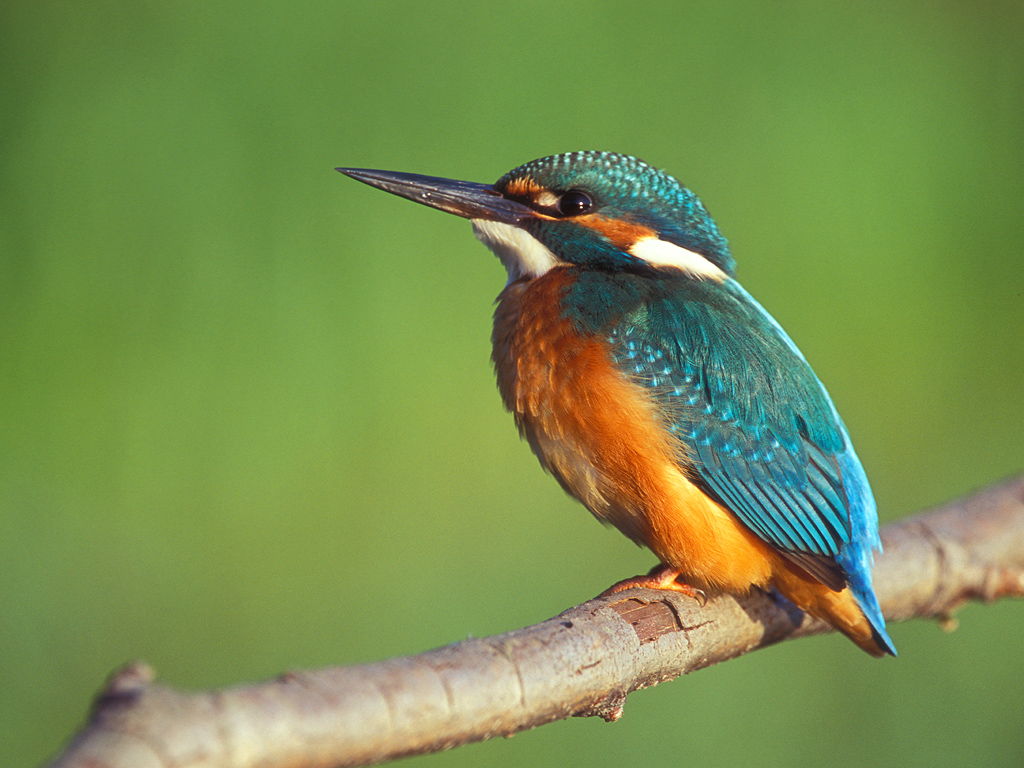
Eisvogel

Der Kolvenderbach entspringt in einem Waldgebiet nordöstlich vom  Schürbusch. Er umfließt den Schürbusch in einen großen Bogen und fließt anschließend links am Köscheberg vorbei. Kurz danach wird er vom Köscheborn gespeist. Seine Fließrichtung ist im Wesentlichen nach Süden ausgerichtet. Er umfließt von Osten den Wendelberg und wird anschließend vom Wendelwasser und nachdem er am Klausbusch vorbeifloss, durch den Ottenbach verstärkt. Bei der Herresbacher Mühle verlässt er das Waldgebiet. Dort fließt ihm auch der Durstborn zu. Bei der Andlermühle mündet er schließlich etwa 50 m nach dem Medemberbach in die Our ein.

## Biosphäre
Das Kolvederbachtal  ist Teil eines  Naturschutzgebietes. In seinen Wäldern, Wiesen und Auen herrscht eine reiche für diesen Teil der Hochardennen typische Artenvielfalt von Tieren und Pflanzen. Das klare Wasser des Baches ist die ideale  Umgebung für die Forelle, das Ufer des Baches säumen Erlen und auf den umgebenden Feuchtwiesen und Weiden wachsen Schlangen-Knöterich, Bärwurz, Borstgräser und verschiedene Geißkleearten. Im Uferbereich und in den nahen Auen kommen Schwarzstorch, Eisvogel und Wasseramsel und in den Wäldern Dachs und Wildkatze vor.

## Zuflüsse
- Köscheborn (rechts)
- Wendelwasser (rechts)
- Ottenbach (rechts)
- Durstborn (links)